# Cadfan
Der heilige Cadfan (lateinisch Catamanus, auch anglisiert Gideon) gehört zu den lokal verehrten Heiligen von Wales und soll im 6. Jahrhundert gelebt haben. Er war der Gründer und erste Abt von Tywyn, wo ihm die Kirche geweiht ist, und lebte auch auf Bardsey Island. Beide Orte gehören zu Gwynedd, Wales. Die Legende sagt, dass er Bardsey um 516 von König Einion Frenin von Llŷn erhalten und dort bis etwa 542 als Abt gelebt habe.

## Leben
Der meisten Informationen über Cadfan stammen aus dem gälischen Gedicht (Awdl) von Llywelyn dem Barden aus dem 12. Jahrhundert. Nach diesem Bericht segelte er von der Bretagne aus in Gesellschaft von 12 weiteren Heiligen nach Tywyn. Nach anderen Berichten stammte er aus Llanilltud Fawr.
Er war ein bretonischer Adliger, der Sohn von Eneas Ledewig (Aeneas von Bretagne) und Gwen Teirbron (Gwen mit den drei Brüsten), der Tochter von Budic II. von Armorica (Bretagne). Er reiste nach Britannien in Begleitung der Kinder von Ithel Hael o Lydaw (Bretagne): Baglan, Flewyn, Gredifael, Tanwg, Twrog, Tegai, Trillo, Tecwyn und Llechid. Außerdem wird er mit Maël und Ilar in Verbindung gebracht. Wade-Evans glaubte, dass Kentinlau, der Cadfan nach Ceredigion begleitete, Cynllo gewesen sein könnte.

## Vermächtnis
Bei Llangadfan in Powys gründete er eine Kirche, bevor er nach Bardsey übersiedelte. Er gründete auch ein Konventshaus (Clas) bei Tywyn (das erste Clas in Wales). Die Gemeinschaft wurde zu einem wohlhabenden Kloster und wurde von 1147 bis 1291 von einem Abt und mehreren Geistlichen betreut. Sie war die Mutterkirche des Cantref von Meirionnydd südlich des River Dysynni.
Sein Fest ist am 1. November.